# Walerija Tjulenewa
Walerija Tjulenewa (* 27. September 1997 in Schtschutschinsk) ist eine kasachische Skilangläuferin. 

## Werdegang
Tjulenewa startete im November 2013 in Werschina Tjoi erstmals im Eastern-Europe-Cup und belegte dabei den 90. Platz über 10 km Freistil und den 68. Rang über 5 km klassisch. Bei den Junioren-Skiweltmeisterschaften 2015 in Almaty errang sie den 47. Platz im Sprint und den 42. Platz im Skiathlon. Ihre besten Resultate bei den Junioren-Skiweltmeisterschaften 2016 in Râșnov waren der 21. Platz über 5 km klassisch und der 13. Rang mit der Staffel. Bei den Nordischen Skiweltmeisterschaften 2017 in Lahti kam sie auf den 62. Platz über 10 km klassisch und auf den 48. Rang im Skiathlon. Ihr erstes Weltcuprennen absolvierte sie im Dezember 2017 in Davos, welches sie auf dem 43. Platz über 10 km Freistil beendete. Bei den U23-Weltmeisterschaften 2018 in Goms errang sie den 29. Platz im Sprint und den 17. Platz über 10 km klassisch. Ihre besten Platzierungen bei den Olympischen Winterspielen 2018 in Pyeongchang waren der 32. Platz im 30-km-Massenstartrennen und der 20. Rang zusammen mit Anna Schewtschenko im Teamsprint.
Zu Beginn der Saison 2018/19 holte Tjulenewa bei der Lillehammer Tour, die sie auf dem 47. Platz beendete, mit dem 28. Platz über 10 km Freistil ihre ersten Weltcuppunkte. Bei den U23-Weltmeisterschaften 2019 in Lahti errang sie den 22. Platz im 15-km-Massenstartrennen und den fünften Platz über 10 km Freistil. Ihre besten Resultate bei den Nordischen Skiweltmeisterschaften 2019 in Seefeld in Tirol waren der 23. Platz im 30-km-Massenstartrennen und der 15. Rang mit der Staffel. Bei der Winter-Universiade 2019 in Krasnojarsk lief sie auf den 35. Platz im Sprint und auf den siebten Rang im 15-km-Massenstartrennen. In der Saison 2019/20 errang sie den 51. Platz beim Ruka Triple und den 30. Platz bei der Tour de Ski 2019/20. Bei den U23-Weltmeisterschaften 2020 in Oberwiesenthal belegte sie den 28. Platz im 15-km-Massenstartrennen, den 24. Rang über 10 km klassisch und den zehnten Platz mit der Staffel. In der Saison 2020/21 wurde sie kasachische Meisterin im 30-km-Massenstartrennen und lief bei den Nordischen Skiweltmeisterschaften 2021 in Oberstdorf auf den 45. Platz über 10 km Freistil, jeweils auf den 33. Rang im Skiathlon und im 30-km-Massenstartrennen sowie auf den 11. Platz mit der Staffel. Bei den Olympischen Winterspielen im folgenden Jahr in Peking errang sie den 59. Platz über 10 km klassisch und den 51. Platz im Skiathlon.

## Teilnahmen an Weltmeisterschaften und Olympischen Winterspielen

### Olympische Spiele
- 2018 Pyeongchang: 20. Platz Teamsprint Freistil, 32. Platz 30 km klassisch Massenstart, 47. Platz 10 km Freistil, 60. Platz Sprint klassisch
- 2022 Peking: 51. Platz 15 km Skiathlon, 59. Platz 10 km klassisch

### Nordische Skiweltmeisterschaften
- 2017 Lahti: 47. Platz 15 km Skiathlon, 61. Platz 10 km klassisch
- 2019 Seefeld in Tirol: 15. Platz Staffel, 23. Platz 30 km Freistil Massenstart, 30. Platz 10 km klassisch, 37. Platz 15 km Skiathlon, 70. Platz Sprint Freistil
- 2021 Oberstdorf: 11. Platz Staffel, 33. Platz 30 km klassisch Massenstart, 33. Platz 15 km Skiathlon, 45. Platz 10 km Freistil